# Heloten
De Heloten (Oudgrieks: Εἵλωτες, Heilotes) waren de oorspronkelijke bewoners van het gebied rond Sparta; door de Spartiaten werd deze pre-Dorische bevolking verslagen en tot slaaf gemaakt. Zij verzorgden de levensbehoeften van Sparta, zodat de Spartanen zich met het leger konden bezighouden. De meeste heloten bewerkten een stuk land, een klèros (κλῆρος). De heloten werden door de Spartanen geminacht. Zij werden mishandeld en werden vermoord tijdens bepaalde rituelen zoals de Krypteia. Toch is het voor huidige historici niet geheel duidelijk of het waar was wat de oude schrijvers hierover schreven. Veel van de geschriften komen van vijanden van Sparta en kunnen gebruikt zijn als propaganda. In de 7e eeuw v.Chr. kwamen de Heloten meermalen in opstand, vooral in Messenië.
Alleen de staat, en niet de burger wiens grond de heloten bewerkten, beschikte over het recht de heloten vrij te laten. Dit kon gebeuren ter beloning van militaire prestaties in het Spartaanse leger waarin ze als gymneten of lichtgewapenden opgenomen konden worden.

## Etymologie
De eerste slaven kwamen waarschijnlijk uit de stad Helos, waar ze, volgens sommigen, hun naam aan te danken hebben. Dit is etymologisch echter niet zeker. Er zijn andere theorieën waaronder de theorie dat het woord heloten verwant is aan de stam ϝελ / wel zoals in het woord ἁλίσκομαι, halískomai (gevangengenomen worden, gevangen). Dit betekent dat het woord Helot niet per se met de afkomst van de Heloten te maken heeft maar meer met hoe er naar ze gekeken werd: het waren slaven en zo werden ze dus ook genoemd. Antiochus van Syracuse, in een fragment (fragment 13) bewaard gebleven door Strabo, schrijft "diegenen van de Lacedaemoniërs die niet aan de expeditie deelnamen werden als slaven bevonden en werden Heloten genoemd" (VI 3, 2), terwijl Theopompus (fragment 122), geciteerd door Athenaeus (VI, 416c, zegt "..en de natie noemde haar slaven Heloten en de anderen noemden hen Penestae...".